# مونارک
مونارک (انگلیسی: Monarch) به فردی گفته می‌شود که به صورت مادام‌العمر یا تا زمان کناره‌گیری، ریاست کشور را بر عهده دارد. از آنجا که مونارک رئیس دولت در حکومت پادشاهی به‌شمار می‌رود، بنابراین معمولاً این اصطلاح معادل شاه یا پادشاه به‌کار می‌رود ولی مفهومی کلی‌تر است و رئیس کشور در انواع دیگر حکومت‌های سلطنتی مانند شاهزاده‌نشین، امیرنشین و مانند آن‌ها را نیز در بر می‌گیرد.
مونارک ممکن است بالاترین اقتدار و قدرت را در دولت مستقل اعمال کند یا دیگران ممکن است از طرف مونارک از آن قدرت استفاده کنند. معمولاً مونارک یا شخصاً حق قانونی اعمال حقوق حاکمیتی دولت را به ارث می‌برد (که این حق معمولاً تخت پادشاهی یا تاج‌وتخت نامیده می‌شود) یا با یک فرایند تعیین‌شده از میان خانواده یا گروهی که واجد شرایط فرمانروایی کشور هستند، انتخاب می‌شود. از طرف دیگر، یک فرد ممکن است خود را مونارک معرفی کند، که ممکن است از طریق تحسین، حق فتح یا ترکیبی از این راه‌ها مورد حمایت و مشروعیت قرار گیرد.

## ویژگی‌ها
مونارک‌ها، به این ترتیب، عناوین مختلفی دارند – پادشاه یا ملکه حاکم، شاهپور یا شاهدخت (مانند سلطنت موناکو)، امپراتور یا امپراتور زن (مانند امپراتور چین، امپراتور اتیوپی، امپراتور ژاپن، امپراتور هند)، آرشیدوک، دوک یا دوک بزرگ (مانند دوک بزرگ لوکزامبورگ)، امیر (مانند امیر قطر)، سلطان (مانند سلطان عمان) یا فرعون.